# Antiquarium di Boscoreale
 (juillet 2020).
Si vous disposez d'ouvrages ou d'articles de référence ou si vous connaissez des sites web de qualité traitant du thème abordé ici, merci de compléter l'article en donnant les références utiles à sa vérifiabilité et en les liant à la section « Notes et références ».
L'Antiquarium di Boscoreale est un musée archéologique situé à Boscoreale, en Italie.